# Золото Рейна (2022)
Золото Рейна (нем. Rheingold) — германский биографический фильм 2022 года, режиссёр Фатих Акин, в главной роли Эмилио Сакрайя. Фильм рассказывает о жизни германского рэпера курдского происхождения Гивара Хаджаби, известного под псевдонимом Хатар (Xatar, 24.12.1981—10.05.2025). Впервые фильм был показан на фестивале Filmfest Hamburg в октябре 2022 года, в Южной Корее на фестивале Bucheon International Fantastic Film Festival (BIFAN), 3 июля 2023 года.

## В ролях
- Эмилио Сакрайя — Гивар Хаджаби (Хатар)
  - Ильес Рауль — Хатар в молодости
  - Базелиус Гёзе — Хатар в детстве
- Мона Пирзад — Расал Хаджаби
- Согол Фагхани — Ширин
- Хусейн Топ — Сами
- Арман Кашани — Миран
- Денис Мошито — Маэстро
- Энсар Албайрак — Садат (SSIO)
- Угур Юджель —  — дядя Йеро